# ANT–25
Az ANT–25 szovjet (ANT – Andrej Nyikolajevics Tupoljev; cirill betűkkel: АНТ–25) nagy távolsági kísérleti fémszerkezetű repülőgép.

## Története
Az 1930-as évek elején az Andrej Tupoljev által vezetett tervezőiroda kapta azt a feladatot, hogy tervezzen rendkívül nagy távolságokat berepülő gépet. Megoldásként nagy felületű, nagy fesztávú, nagy oldalviszonyú, de egymotoros elrendezést választottak. A légellenállás csökkentésére félig behúzható futóművet alkalmaztak. Az aerodinamikai tervezésben részt vett Pavel Szuhoj és Vecsinkin is. A gép felületét nagy szilárdságú hullámlemezzel borították, jelentős súlymegtakarítást elérve. A fellépő súrlódási tényező csökkentésére a külső felületet lakkozott textillel burkolták. Személyzetét három főre tervezték. A Mikulin tervezte M–34 motor V-elrendezésű, vízhűtéses, 12 hengeres volt és 860 LE-t adott le. A későbbiek során ezt a motor továbbfejlesztésével 1250 LE-re fokozták. Két példány készült belőle. Az ANT–25-ből Pavel Szuhoj vezetésével kifejlesztett kétszemélyes katonai változat a DB–1 távolsági bombázó jelölést kapta, de nem került a csapatokhoz.

## A dízelmotoros ANT–25 terve
Valerij Cskalov az 1937-es, Északi-sarkon keresztül végrehajtott rekord-repülését követően azzal a javaslattal állt elő, hogy az ANT–25-ös gépet építsék át dízelmotorosra és a gép kapjon hermetizált, túlnyomásos pilótafülkét. Így a gép alkalmas lett volna 860-10 000 m közötti magasságon repülve a 15 000-20 000 km-es hatótávolság elérésére, ezzel pedig lehetővé vált volna egy Föld körüli repülés.
A CAGI magassági repülésekhez szükséges speciális eszközök tervezésére létrehozott Különleges Tervezőirodájában (BOK) az 1930-as évek második felében már több tervet dolgoztak ki a magassági repülésekre és néhány, az ANT–25-ön alapuló kísérleti gépet (BOK–1, BOK–7, BOK–11 és BOK–15) is megépítettek. A magassági repülésekhez két dízelmotort, az Alekszej Csaromszkij tervezte AN–1-es és M–40-es repülőgép-dízelmotorokat tesztelték, előbb az ANT–36-on, majd később a BOK–15-be beépítve. A BOK-ban kidolgozott tervek alapján 1940 végére elkészült a dízelmotoros ANT–25 és befejeződtek az előkészületek a Föld körüli repülésre. Ehhez két személyzetet készítettek fel: az egyiket Mihail Gromov, a másikat Georgij Bajdukov parancsnoksága alatt. A Föld körüli rekord-repülést 1941. július 20-as indulással tervezték. A Szovjetunió elleni, 1941. június 22-én megindult német támadás azonban meghiúsította ezt a tervet.

## Rekord-repülések
1934. szeptember 10. és szeptember 12. között, zárt körön Mihail Gromov vezette személyzettel a gép 72 óra 2 perc alatt 12 411 km-t repülve állított fel új világrekordot.
1936. július 20-án Cskalov, Bajdukov és Beljakov elindult Kamcsatka és Szahalin felé, A jegesedés miatt a tervezett Petropavlovszkig nem jutottak el, az Amur torkolatában egy szigeten kényszerleszállást kellett végrehajtaniuk. Udd szigetéig repülve 56 óra 20 perc alatt 9374 km-t tettek meg. A bravúros teljesítmény világszerte feltűnést keltett. Augusztusban, amikor az időjárás kedvezőbbre fordult, a legénység visszafelé is megtette az utat,
1937. június 18-án szállt fel Moszkvából és június 20-án landolt Vancouver közelében. Légvonalban 63 óra 16 perc alatt 9374 km-t repültek.
1937. július 12. és július 14. között Mihail Gromov, Jumasev és Danyilin hasonló útvonalon a mexikói határig jutott (berepülési engedély hiányában le kellett szállniuk). Új abszolút világrekordot felállítva 10 148 kilométerre jutottak.

## Műszaki adatai

### Geometriai méretek és tömegadatok
- Fesztáv: 34,0 m
- Hossz: 13,92 m
- Magasság: 5,5 m
- Szárnyfelület: 87,9 m²
- Üres tömeg: 4200 kg
- Maximális felszálló tömeg: 11 500 kg
- Félig behúzható futóművek nyomtáva: 7,29 m

### Motor
- Típus: AM–34 V12 hengerelrendezésű, folyadékhűtéses benzinmotor
- Száma: 1 db
- Teljesítménye: 860 LE

### Teljesítményadatok
- Maximális sebesség: 244 km/h
- Gazdaságos utazósebesség: 165 km/h
- Szolgálati csúcsmagasság: 7850 m
- Hatótávolság: 10 800 km

## Külső hivatkozások
- Az ANT–25-ös a Tupoljev vállalat honlapján (oroszul)
- Részletfotók a cskalovszki Cskalov-múzeumban kiállított gépről